# Zhongyuan (sockenhuvudort i Kina, Jiangxi Sheng, lat 28,86, long 114,98)
Zhongyuan är en sockenhuvudort i Kina. Den ligger i provinsen Jiangxi, i den sydöstra delen av landet, omkring 90 kilometer väster om provinshuvudstaden Nanchang. Antalet invånare är 11 235. Befolkningen består av 5 179 kvinnor och 6 056 män. Barn under 15 år utgör 20,0 %, vuxna 15-64 år 70 %, och äldre över 65 år 9,0 %.
Runt Zhongyuan är det ganska tätbefolkat, med 155 invånare per kvadratkilometer. Närmaste större samhälle är Shimenlou, 17,4 km nordväst om Zhongyuan. I omgivningarna runt Zhongyuan växer i huvudsak blandskog.
Genomsnittlig årsnederbörd är 2 159 millimeter. Den regnigaste månaden är juni, med i genomsnitt 337 mm nederbörd, och den torraste är oktober, med 44 mm nederbörd.